# Nurłan Jermekbajew

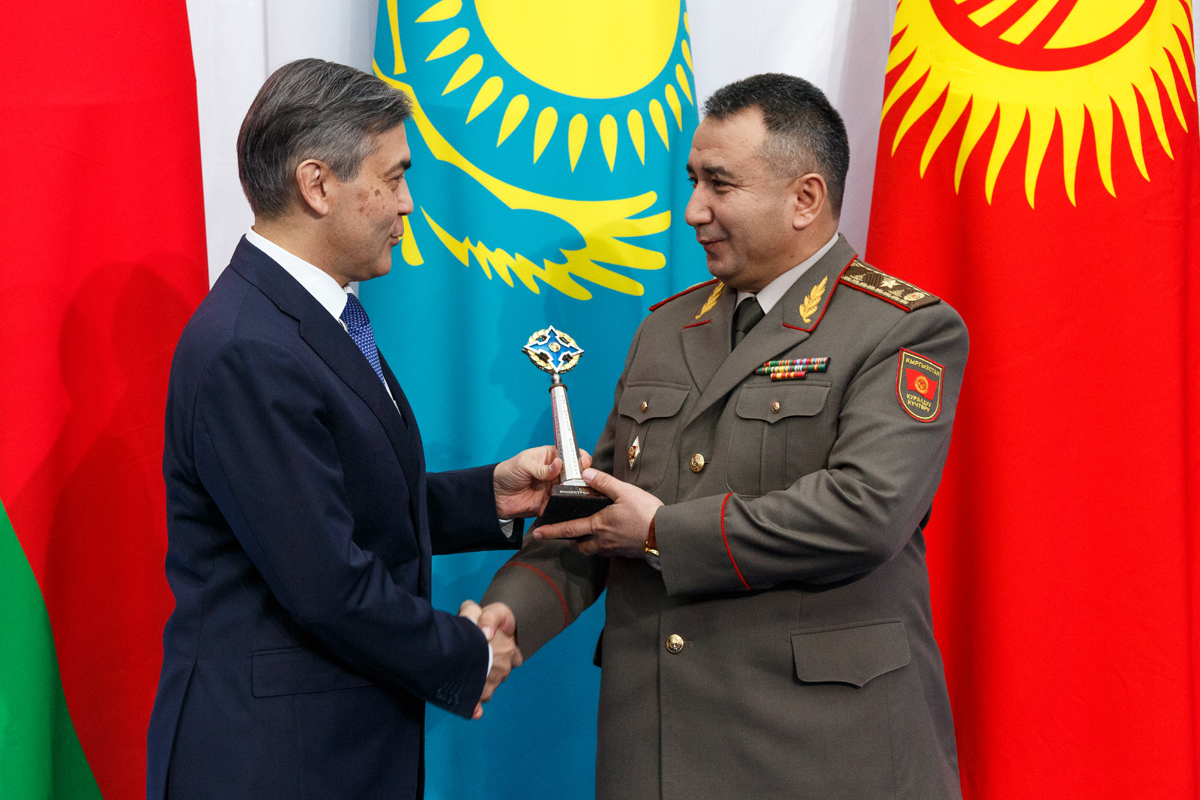
Nurłan Jermekbajew i Szef Sztabu Generalnego Sił Zbrojnych Kirgistanu Rajimberdi Dujszenbiew w 2018

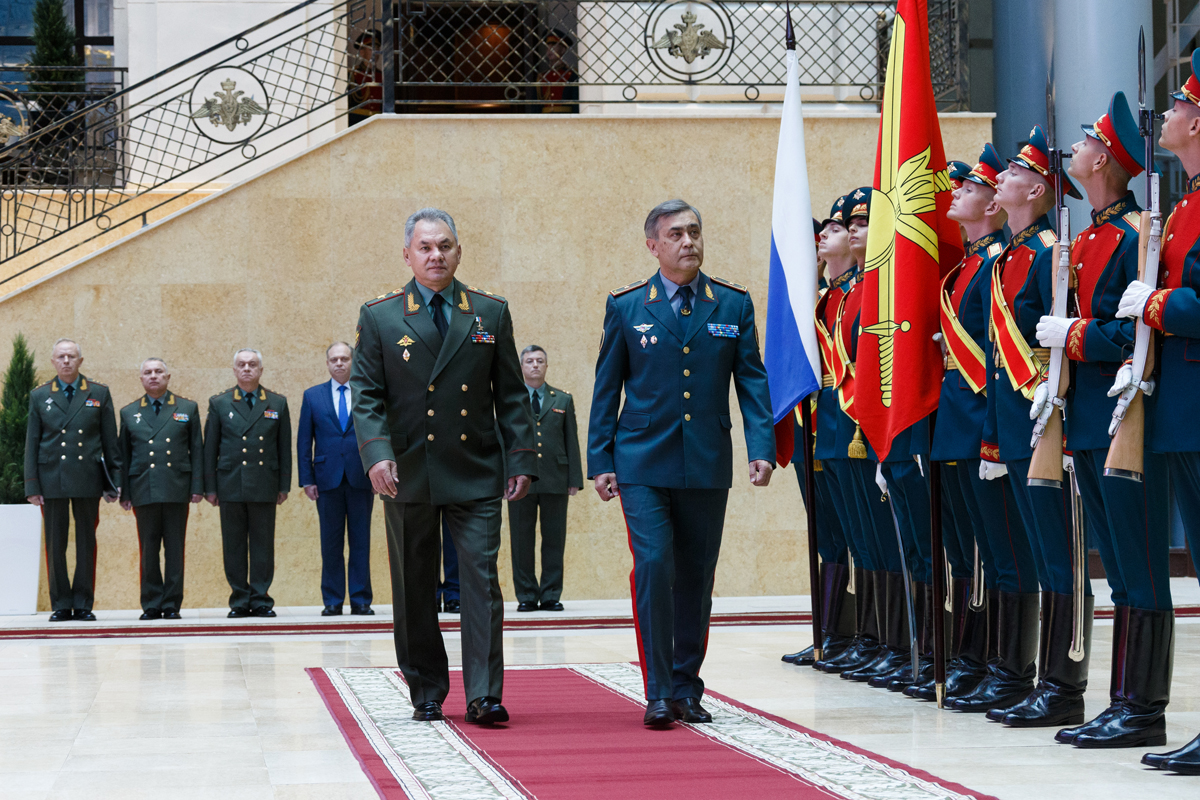
Nurłan Jermekbajew i minister obrony Federacji Rosyjskiej Siergiej Szojgu w 2019

Nurłan Bajuzakowicz Jermekbajew (kaz. Нұрлан Байұзақұлы Ермекбаев; ur. 1 stycznia 1963 w Szymkencie) – kazachski wojskowy, polityk i dyplomata, generał porucznik Sił Zbrojnych Republiki Kazachstanu, minister obrony Republiki Kazachstanu (od 2018).

## Życiorys

### Kariera wojskowa i dyplomatyczna
Studiował w Moskiewskim Instytucie Inżynierii Chemicznej. Od 1984 do 1985 brał udział w radzieckiej misji wojskowej w Republice Angoli. Pod koniec lat 80. z wyróżnieniem ukończył Wojskowy Instytut Ministerstwa Obrony ZSRR, specjalizując się w znajomości języka chińskiego i angielskiego. Był członkiem Komsomołu oraz Komunistycznej Partii Związku Radzieckiego. Do 1991 służył na oficerskich stanowiskach w Siłach Zbrojnych ZSRR na terenie Azji Środkowej. W latach 1991–1996 pracował w kazachskich zagranicznych organizacjach gospodarczych. W 1996 został absolwentem Kazachskiej Państwowej Akademii Architektury i Inżynierii Lądowej. Od 1996 do 2001 kierował przedstawicielstwem Narodowego Banku Kazachstanu w Pekinie.
W latach 2001–2004 pełnił służbę dyplomatyczną w Chińskiej Republice Ludowej oraz Singapurze. W latach 2004–2007 kierował Centrum Polityki Zagranicznej Administracji Prezydenta Republiki Kazachstanu. W latach 2007–2012 pełnił funkcję wiceministra spraw zagranicznych i asystenta prezydenta Kazachstanu Nursułtana Nazarbajewa. W latach 2012–2014 kierował jednocześnie ambasadami Republiki Kazachstanu w ChRL, Wietnamie i KRLD. W 2013 stwierdził, że „do 2050 Kazachstan powinien stać się jednym z 30 rozwiniętych krajów świata”.

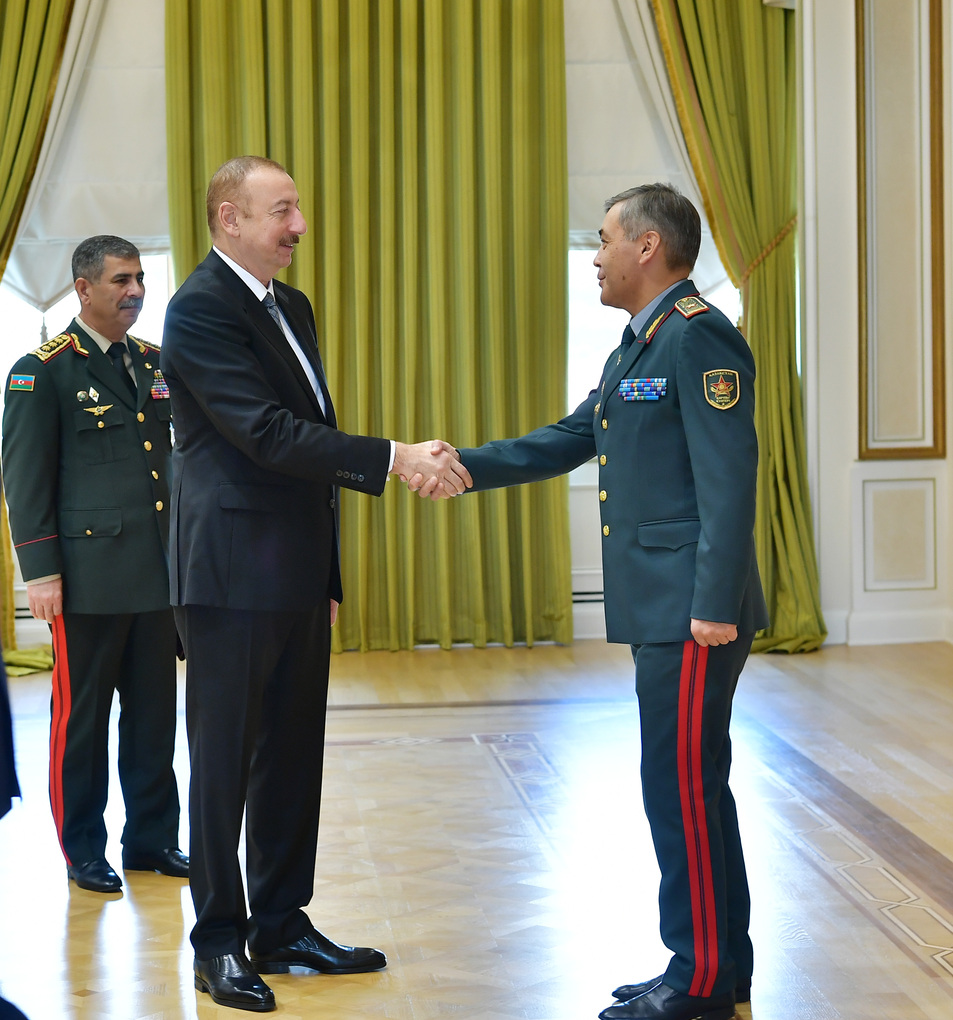
Jermekbajew i prezydent Azerbejdżanu İlham Əliyev

W latach 2014–2016 i ponownie w 2018 był sekretarzem Rady Bezpieczeństwa Republiki Kazachstanu.

### Minister ds. wyznań i społeczeństwa obywatelskiego Republiki Kazachstanu
13 września 2016 został mianowany ministrem ds. wyznań i społeczeństwa obywatelskiego Kazachstanu. Jego głównym zadaniem na tym stanowisku miała być walka z islamskim ekstremizmem. W maju 2017 powiedział, że pomimo jego wysiłków „żadne państwo nie cieszy się absolutną ochroną” przed radykalizmem. W swoim artykule opublikowanym w „The Diplomat” stwierdził, że wykorzenienie islamskiego ekstremizmu musi znajdować się na „szczycie globalnej agendy” i że „musi zacząć się od młodych ludzi, którzy zostali celowo wykorzystani przez ekstremistów”.

### Minister obrony Republiki Kazachstanu
7 sierpnia 2018 został przez prezydenta Nursułtana Nazarbajewa mianowany na stanowisko ministra obrony Republiki Kazachstanu. 18 marca 2019 otrzymał awans na stopień generała majora. W sierpniu 2019 przewodniczył V Międzynarodowym Grom Wojennym, organizowanym przez rosyjskie Ministerstwo Obrony, w których wzięło udział ponad 5000 żołnierzy z 39 krajów.
W 2019 zadecydował o wysłaniu kontyngentu kazachskiego w ramach sił pokojowych ONZ do Libanu. 6 maja 2020, w przeddzień obchodów Dnia Obrońcy Ojczyzny, został awansowany do stopnia generała porucznika.

## Ordery i odznaczenia
- Order „Szlachetność”
- Order „Honor”
- Medal „25 lat niepodległości Republiki Kazachstanu”
- Medal 10-lecia Konstytucji Republiki Kazachstanu
- Medal „20 lat Konstytucji Republiki Kazachstanu”
- Medal „20 lat Astany”
- Medal „20 lat Sił Zbrojnych Republiki Kazachstanu”
- Medal 20-lecia Parlamentu Republiki Kazachstanu
- Odznaka „25 lat policji Republiki Kazachstanu”
- Medal Jubileuszowy „20-lecie Komitetu ds. Sytuacji Nadzwyczajnych Ministerstwa Spraw Wewnętrznych Republiki Kazachstanu”
- Medal Tarczy Bezpieczeństwa Narodowego II klasy
- Medal jubileuszowy „70 lat Sił Zbrojnych ZSRR”